# Zembrów (gromada)
Zembrów (do 30 XII 1959 Kurowice) – dawna gromada, czyli najmniejsza jednostka podziału terytorialnego Polskiej Rzeczypospolitej Ludowej w latach 1954–1972.
Gromady, z gromadzkimi radami narodowymi (GRN) jako organami władzy najniższego stopnia na wsi, funkcjonowały od reformy reorganizującej administrację wiejską przeprowadzonej jesienią 1954 do momentu ich zniesienia z dniem 1 stycznia 1973, tym samym wypierając organizację gminną w latach 1954–1972.
Gromadę Zembrów siedzibą GRN w Zembrowie utworzono 31 grudnia 1959 w powiecie sokołowskim w woj. warszawskim w związku z przeniesieniem siedziby GRN gromady Kurowice z Kurowic do Zembrowa i zmianą nazwy jednostki na gromada Zembrów.
31 grudnia 1961 do gromady Zembrów włączono wieś Wymysły ze znoszonej gromady Suchodół Włościański w tymże powiecie.
Gromada przetrwała do końca 1972 roku, czyli do kolejnej reformy gminnej.